# فتاح (اسم)
فتاح هو اسم علم مذكر من أصل عربي، ومعناه هو الحاكم القاضي أنه يفتح مواضع الحق؛ صيغة مبالغة من فاتح، وفتاح كثير الفتح للبلاد والعلوم والأشياء، وإذا عرف الاسم على صفة لله تعالى:؛ ﴿وهو الفتاح العليم﴾ [سـبأ من الآية 26].

## شخصيات تحمل الاسم
- فتاح باشا (1861 – )
- فتاح مسعود (لاعب كرة قدم ليبي، 24 سبتمبر 1989 – )
- فتاح نصيف (لاعب كرة قدم عراقي، 2 فبراير 1951 – )

## وصلات خارجية
- موسوعة السلطان قابوس لأسماء العرب نسخة محفوظة 5 أبريل 2019 على موقع واي باك مشين.